# No Matter What (canção de Papa Roach)
"No Matter What" é o terceiro single do álbum Time for Annihilation, lançado pela banda de rock alternativo Papa Roach em Junho de 2011.
O vídeo de "No Matter What" foi lançado em junho, no qual os membros da banda atuam como ladrões armados e começam um tiroteio com a polícia no deserto. Eles roubam o carro da polícia e vão embora, mas no final do vídeo o peito de cada um começa a sangrar.
Outro vídeo foi filmado para a versão acústica de "No Matter What", que apresenta a banda usando smokings e tocando em uma festa, quando duas crianças começam a dançar, na medida em que o video passa, as crianças se tornam jovens adultos e em seguida, em adultos com maior idade e, finalmente, transformando-se em idosos.

## Faixas
| N.º | Título                               | Duração |  |
| 1.  | "No Matter What" (Versão de estúdio) | 3:33    |  |
| 2.  | "No Matter What" (Versão acústica)   | 3:52    |  |

## Desempenho nas paradas musicais
| Parada musical (2011)                 | Melhor posição |
| ------------------------------------- | -------------- |
| Estados Unidos (Billboard Rock Songs) | 29             |